# Гідден-Веллі-Лейк (Каліфорнія)
Гідден-Веллі-Лейк (англ. Hidden Valley Lake) — переписна місцевість (CDP) в США, в окрузі Лейк штату Каліфорнія. Населення — 6235 осіб (2020).

## Географія
Гідден-Веллі-Лейк розташований за координатами 38°48′5″ пн. ш. 122°33′5″ зх. д. / 38.80139° пн. ш. 122.55139° зх. д. (38.801498, -122.551426).  За даними Бюро перепису населення США в 2010 році переписна місцевість мала площу 25,61 км², з яких 25,21 км² — суходіл та 0,40 км² — водойми.

## Демографія
Згідно з переписом 2010 року, у переписній місцевості мешкало 5579 осіб у 2119 домогосподарствах у складі 1590 родин. Густота населення становила 218 осіб/км².  Було 2597 помешкань (101/км²).
Расовий склад населення:
| - 86,6 % — білих - 1,4 % — корінних американців - 1,3 % — азіатів - 1,1 % — чорних або афроамериканців - 0,2 % — вихідців з тихоокеанських островів - 5,8 % — осіб інших рас |

До двох чи більше рас належало 3,5 %. Частка іспаномовних становила 13,1 % від усіх жителів.
За віковим діапазоном населення розподілялося таким чином: 25,1 % — особи молодші 18 років, 61,2 % — особи у віці 18—64 років, 13,7 % — особи у віці 65 років та старші. Медіана віку мешканця становила 41,2 року. На 100 осіб жіночої статі у переписній місцевості припадало 97,2 чоловіків;  на 100 жінок у віці від 18 років та старших — 95,8 чоловіків також старших 18 років.
Середній дохід на одне домашнє господарство  становив 77 857 доларів США (медіана — 66 682), а середній дохід на одну сім'ю — 87 755 доларів (медіана — 71 020). Медіана доходів становила 50 230 доларів для чоловіків та 50 269 доларів для жінок. За межею бідності перебувало 11,0 % осіб, у тому числі 10,9 % дітей у віці до 18 років та 8,4 % осіб у віці 65 років та старших.
Цивільне працевлаштоване населення становило 2509 осіб. Основні галузі зайнятості: освіта, охорона здоров'я та соціальна допомога — 27,7 %, науковці, спеціалісти, менеджери — 12,4 %, мистецтво, розваги та відпочинок — 12,4 %.